# 히로세 겐타
히로세 겐타(일본어: 広瀬 健太, 1992년 6월 26일 ~ )는 일본의 축구 선수이다. 현재 J3리그의 가고시마 유나이티드 FC에서 뛰고 있다.

## 구단 경력
그는 2015년부터 J리그의 쇼난 벨마레, 도치기 SC, 알비렉스 니가타, AC 나가노 파르세이루, 가고시마 유나이티드 FC에서 뛰었다.